# Makrina die Jüngere

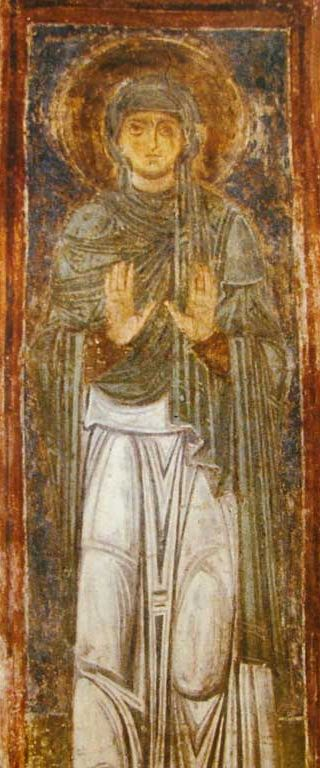
Makrina die Jüngere, Fresko in der Kathedrale der Hl. Sophia in Kiew

Makrina die Jüngere (* 330 (327); † 379) war eine geweihte Jungfrau und die ältere Schwester von Basilius dem Großen, Gregor von Nyssa und Peter von Sebaste. Sie war eine ähnlich herausragende geistliche Persönlichkeit wie ihre Brüder, deren Lebensweg sie stark beeinflusste. Sie wird in der katholischen, orthodoxen, anglikanischen und armenischen Kirche als Heilige verehrt, im Sinne von Artikel 21 der Confessio Augustana auch von der Evangelisch-Lutherischen Kirche in Amerika. Ihr römisch-katholischer, orthodoxer und anglikanischer Gedenktag ist am 19. Juli, der armenische am 18. Juli und der evangelische am 14. Juni.

## Leben
Makrina war das älteste von zehn Kindern einer angesehenen und wohlhabenden Familie in Kappadozien. Ihre Eltern Basilius der Ältere und Emmelia sowie ihre Großmutter gelten ebenfalls als Heilige. Makrina erhielt den Namen ihrer Großmutter väterlicherseits Makrina der Älteren, einer Jüngerin Gregors des Wundertäters, die während der Christenverfolgung unter Diokletian das Martyrium erlitt. Aufgrund eines Traums ihrer Mutter erhielt sie auch den Namen Thekla nach der heiligen Thekla.
Makrina wurde sorgfältig erzogen, wobei die Mutter anstelle der sonst üblichen, nicht immer moralisch einwandfreien Gedichte die Psalmen und das Buch der Weisheit verwendete. Nach Gregor von Nyssas Dialog über die Seele und Auferstehung muss Makrinas Erziehung auch Philosophie und Naturwissenschaft beinhaltet haben. Als schönes Mädchen aus angesehener und wohlhabender Familie hatte sie zahlreiche Freier. Ihr Vater verlobte sie als Vierzehnjährige mit einem jungen Rhetor aus der weiteren Verwandtschaft. Nach dem frühen Tod ihres Verlobten entschied sich Makrina, ihrem Verlobten treu zu bleiben und eine Stütze ihrer Mutter zu sein, nicht nur im Haushalt, sondern nach dem frühen Tod ihres Vaters auch bei der Verwaltung der ausgedehnten Familiengüter. Sie zog mit der Mutter auf ein Familiengut am Iris in Pontus und überredete die Mutter nach und nach dazu, mit ihr ein asketisches Leben zu führen.
Makrina hatte großen Einfluss auf ihre jüngeren Geschwister und war eine Autorität für sie: Der Vater starb kurz nach der Geburt des jüngsten Sohns Peter. Makrina übernahm die Erziehung ihres jüngsten Bruders und war nach Gregors Worten Vater, Mutter, Erzieher und Lehrer für ihn. Gregor selbst redete sie mit Lehrer an und sprach mit höchstem Respekt von ihrer Weisheit und ihren Kenntnissen. Als er sie als unterdessen berühmter Bischof besuchte und ihr von seinen Schwierigkeiten im arianischen Streit berichtete, erklärte ihm die ältere Schwester, er solle nicht so undankbar sein. Sein wesentlich begabterer und gebildeterer Vater sei nur in Pontus bekannt gewesen, aber von ihm redeten nun Städte und Nationen – er solle erkennen, dass das den Gebeten seiner Eltern zu verdanken sei, er selbst hätte wenig oder keine Begabung für einen solchen Erfolg mitgebracht.
Als Basilius von seiner Ausbildung zurückkam, offensichtlich stolz auf seine Kenntnisse und Fähigkeiten, stellte Makrina ihn energisch zur Rede und bekehrte ihn, statt seine Karriere als Rhetor zu verfolgen, ebenfalls zur Askese.
Nach dem Tod ihrer Mutter wurde Makrina die Leiterin einer Gemeinschaft geweihter Jungfrauen in Pontus, wo ihr Bruder sie nach dem Tod von Basilius besuchte und auf dem Sterbebett fand. Ihr Leben wird geschildert von ihrem Bruder Gregor von Nyssa im Leben der Makrina und in Dialog über die Seele und die Auferstehung, wo er sie als seine geistliche Lehrerin darstellt.